# Colin Bullard
Colin Bullard, britanski general, * 1900, † 1981.